# ETC (chilská televizní stanice)
ETC je chilská stanice kabelové televize, kterou vlastní Mega a podnikatel Hernán Schmidt. Začala vysílat 1. srpna 1996.